# جوزيف دوبونت
جوزيف دوبونت هو معلم موسيقى وملحن بلجيكي، ولد في 3 يناير 1838 في فيرفييتوا في بلجيكا، وتوفي في 21 ديسمبر 1899 في بروكسل في بلجيكا.